# الجنابيون (عشيرة)
الجنابيين  او الجناب عشيرة عربية عراقية كبيرة، تنتشر في كل مناطق العراق ، وهي من القبائل التي يرجع انتماؤها إلى العائلة الزبيدية الطائية واسعة الانتشار في الشام ونجد والعراق والجزيرة العربية،

## النسب
ينتسب الجنابيون إلى زهير بن جناب الكلبي أمير قبيلة كلب قضاعة، وفقاً لقول ثامر العامري. ذكرت بعض المراجع أن (الجنابيين) قدموا إلى العراق بعد الفتوحات الإسلامية، ولهم موطن في دير الزور من بلاد الشام، ومنهم (عائلة آل علي)،
عُرفَ الجنابيون بالخصال والسجايا العربية، التي توشحت بها كل القبائل العراقية، ولهم مضارب ومضافات، وفقاً لقول ثامر العامري في كتابه موسوعة العشائر العراقية، اتفقت وجهات النظر والاعتقادات عن أن جميع عشائر الجنابيين السبع تعود بانتمائها إلى سبعة من الأشقاء، هم من أولاد محمد بن علي بن عكاب، وأن نخوتهم العامة هي (أولاد عكاب). ولهم ونخوة أخرى هي إخوة عليا،
```
ومن الجنابيين، عشيرة متفرعة، يقال لهم الجنابات.
[
5
]
 وقيل إن الجنابات ليسوا فخذاً أو بطناً من الجنابيين، بل هم جنابيون ويستعملون تسمية «الجنابات» المرادفة للجنابيين في لهجة الفرات الأوسط، كما يقال العبيدات والعبيد، والدليمات والدليم.
[
6
]
[
7
]
 ينتسب الجنابيون إلى 
زهير بن جناب الكلبي
 (اسم جنَاب بالنون المخففة)،
[
8
]
 ولا قرابة بينهم وبين جنابي جنابة مؤسسي دولة القرامطة 
أبي سعيد الجنابي
 (الجنّابي بالنون المشددة)، المنسوب إلى 
قرية جنابة
 في منطقة بوشهر شمال شرق الخليج العربي.
[
9
]
[
10
]
```

ينتشر الجنابيين في بغداد والانبار وصلاح الدين والموصل وكربلاء والسماوة ولهم جماعات أخرى توطنت في ديالى وبيجي وغيرها، وأهم مواقعهم في بابل ناحية جرف الصخر التابعة لقضاء المسيب وفي الاسكندرية وسدة الهندية والمحمودية واللطيفية وغيرها، ويبلغ عدد افراد قبيلة الجنابيين في الشرقاط نحو 40 الف نسمة

## أفخاذ الجنابيين
الجنابيون سبعة أفخاذ رئيسية، يرجعون إلى سبعة إخوة، هم أولاد محمد بن علي بن عكاب، وديار الجنابيين بالعراق في بيجي وتكريت واللطيفية والمسيب وجرف الصخر والعظيم وسامراء والمعيميرة وبابل والكوفة والديوانية وحديثة والدوجمة وبغداد والمحمودية.
- 1 – النوافلة - أولاد نوفل، وذريته حمد ومحمد.
- 2 – المصالحة - أولاد مصلح، وذريته عثمان ومحمد
- 3 – ألبو صكر - أولاد صقر، وذريته حمد ومحمد
- 4 – المراشدة - أولاد مرشد، وذريته محمد
- 5 – ألبو مهلهل - أولاد مهلهل، وذريته بكر وجرف وشندل ومحمد وخنياب
- 6 – السويفات - أولاد سيف
- 7 – ألبو حسون - أولاد حسنون، وذريته غزيل وجندل وخلف[13]

## تهجيرهم من جرف الصخر
تُعدّ ناحية جرف الصخر، الواقعة نحو 80 كليومتراً جنوبيّ بغداد من أهم ديار عشيرة الجنابيين، وقد سيطر عليها تنظيم الدولة الإسلامية (داعش) سنة 2014، وبعد إخراج داعش منها، لم يستطع أهالي جرف الصخر العودة إلى ديارهم حتى الآن، ويسيطر عليها الحشد الشعبي، الذي غيّر اسمَها إلى جرف النصر، في حين يُصرّ أهالي الجرف المهجّرون على تسميتها جرف الصخر.

## جنابيون
| - عدنان الجنابي (شيخ الجنابيين) - سلام عدنان الجنابي - خالد عبد المنعم الجنابي - قتيبة الجنابي - فاضل الجنابي - قيس كاظم الجنابي | - سامي سعيد الأحمد الجنابي - طارق الجنابي - سعدون عنتر الجنابي - رافد أحمد علوان الجنابي | - عباس الجنابي - عناد غزوان الجنابي - كامل ساجت الجنابي - فاضل عواد الجنابي | - محمود سلمان الجنابي - عبير قاسم حمزة - حسن الجنابي - عبد القادر الجنابي |